# Liste der Gedenktafeln in Berlin-Blankenfelde
Die Liste der Gedenktafeln in Berlin-Blankenfelde enthält die Namen, Standorte und, soweit bekannt, das Datum der Enthüllung von Gedenktafeln.
Die Liste ist nicht vollständig.

## Blankenfelde
| Bild | Name                                  | Standort     | Datum der Enthüllung |
| ---- | ------------------------------------- | ------------ | -------------------- |
|      | Emil Nehring                          | Birnbaumring |                      |
|      | Stadtrandsiedlung Berlin Blankenfelde | Birnbaumring |                      |